# Pélussin

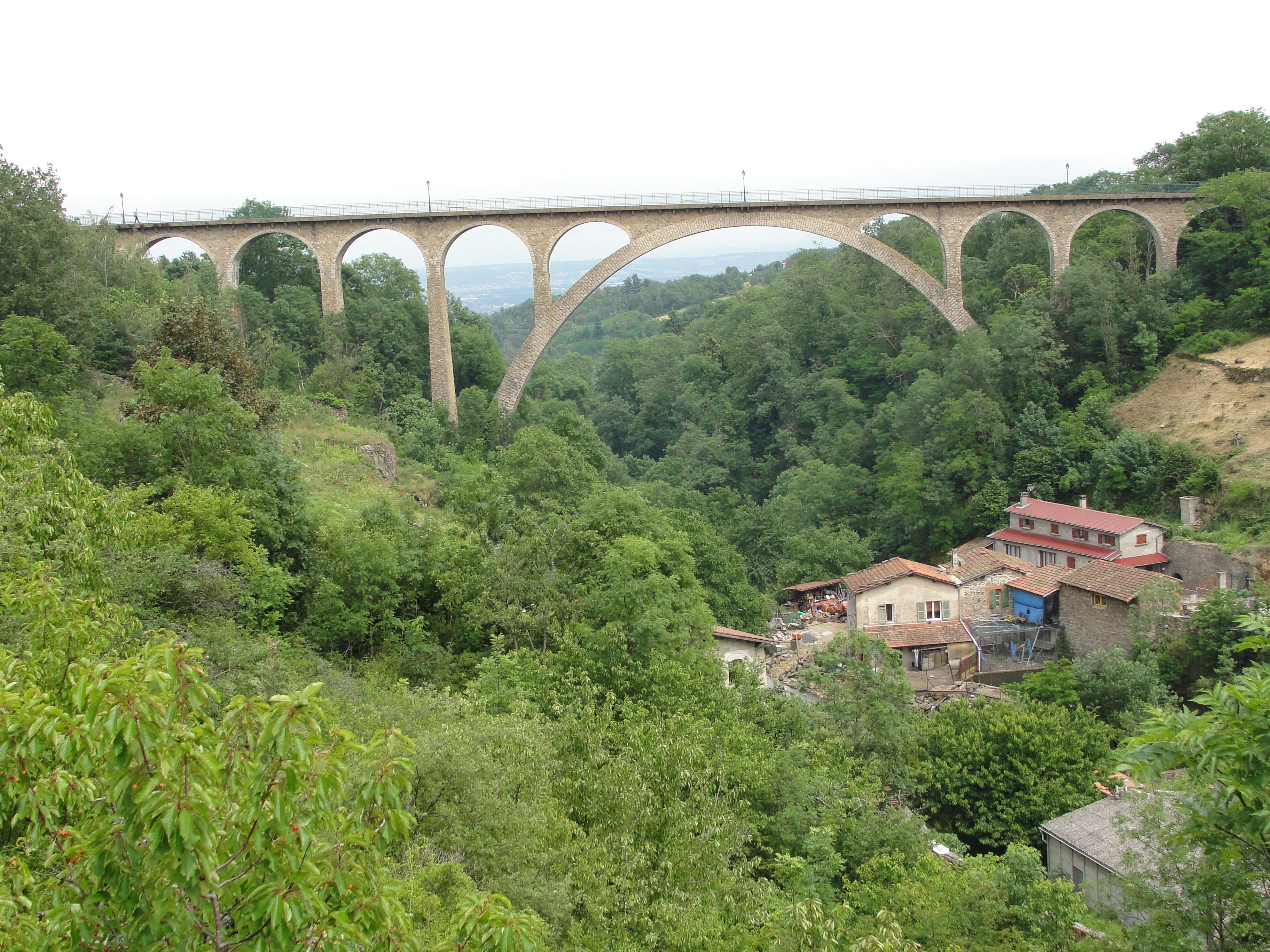
Wiadukt w Pélussin, 2010

Pélussin – miejscowość i gmina we Francji, w regionie Owernia-Rodan-Alpy, w departamencie Loara.
Według danych na rok 1990 gminę zamieszkiwały 3132 osoby, a gęstość zaludnienia wynosiła 97 osób/km² (wśród 2880 gmin regionu Rodan-Alpy Pélussin plasuje się na 281. miejscu pod względem liczby ludności, natomiast pod względem powierzchni na miejscu 181.).